# Asfaltmaskin

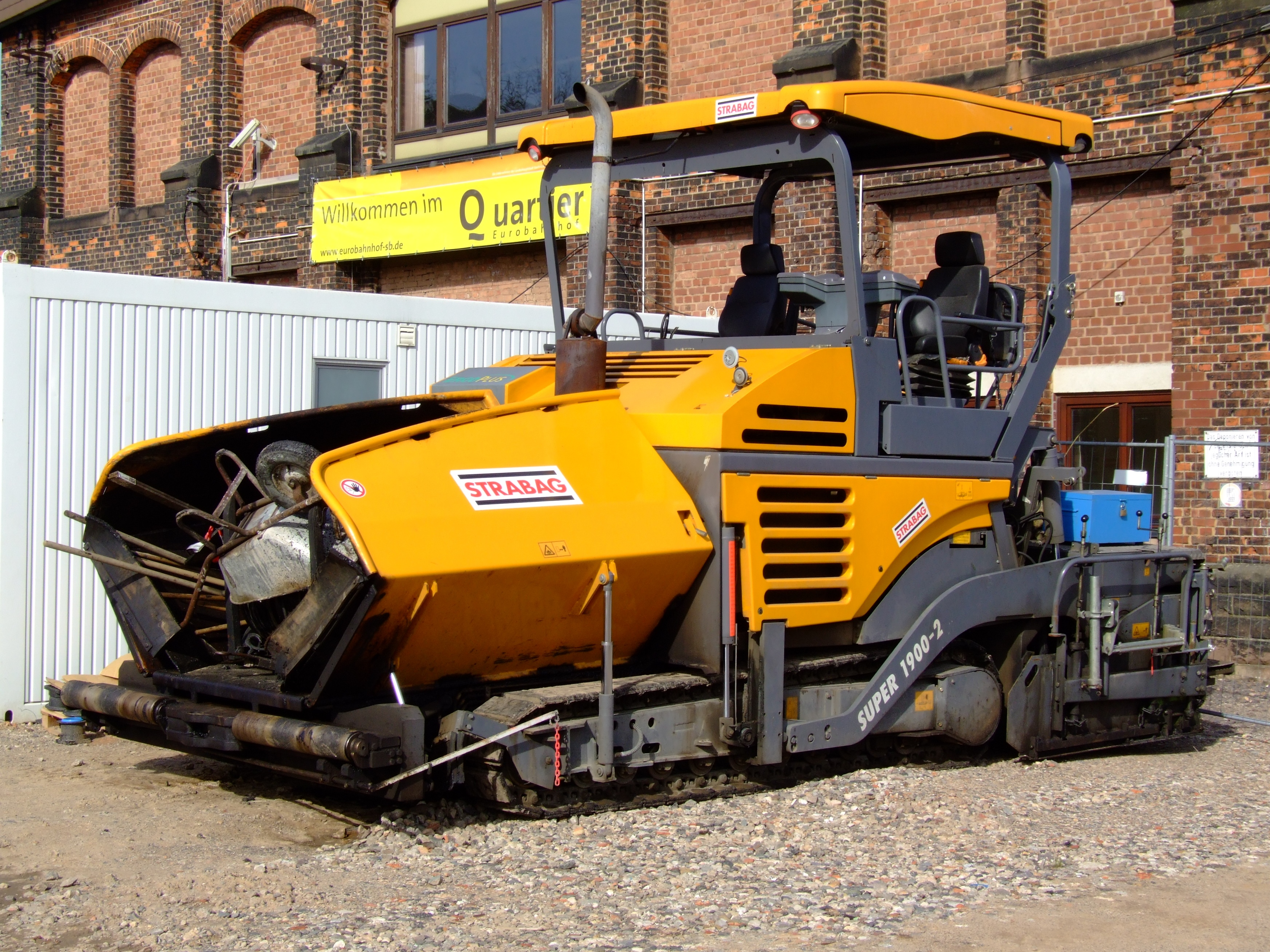
En overksam asfatsmaskin

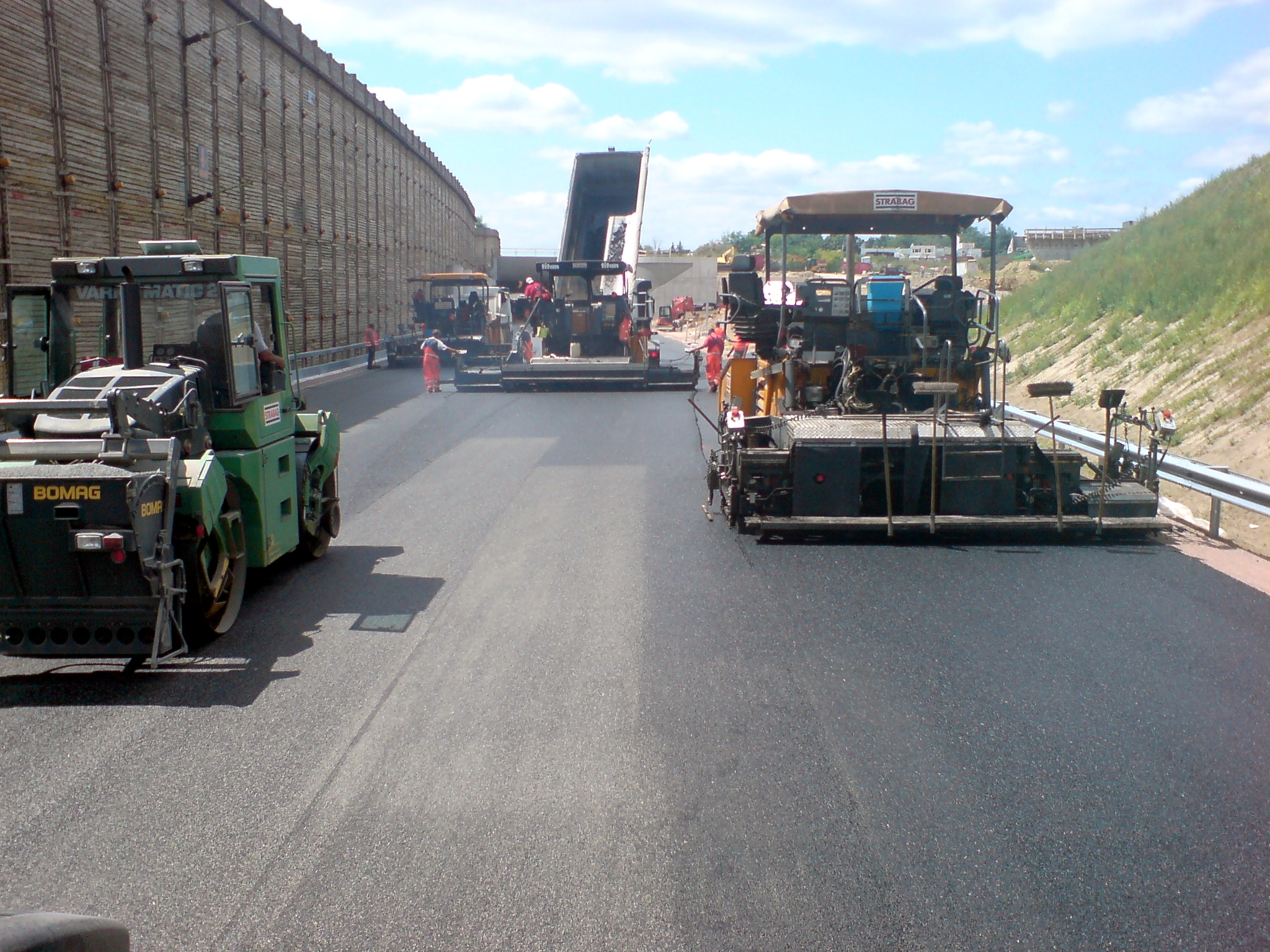
Flera afaltsmaskiner som är verksamma på en motorväg i Mainz i Tyskland.

En asfaltläggare eller läggare är en anläggningsmaskin som lägger asfalt på en yta för vägar, parkeringsplatser eller liknande. Efter asfalteringen packas ytan av en vält.